# Homo hop
Homo hop je žánr hip hopové hudby, který zahrnuje interprety gay, lesbické, transgender či jiné orientace, zkráceně LGBT. Žánr může být označen jako hnutí homosexuálních hip-hopových MC, které zkoušejí své štěstí v žánru, který je často spojován s homofobními texty.
| „             | [homo hop is] a global movement of gay hip-hop MCs and fans determined to stake their claim in a genre too often associated with homophobia and anti-gay lyrics. | “ |
| — Neva Chonin | |   |

V roce 2001 se konal PeaceOUT World Homo Hom Festival, který ovlivnil homo-hopovou scénu na západním tak i východním pobřeží Spojených států amerických. Film Pick Up the Mic, který režíroval Aleksa Hintona, je rovněž spojován s tímto žánrem.

## Interpreti
Mezi hudebníky homo-hopu patří:
| - Anye Elite - Cazwell - Deadlee - Deep Dickollective - DJ Petey K - Faggot Bruce - God-Des and She - Jonny Makeup - Juba Kalamka - Katastrophe | - Kookee Jenkins - Mélange Lavonne - Mz Fontaine - QBoy - Samantha Ronson - Soce, the Elemental Wizard - Solomon - Tori Fixx - Yo Majesty - Russ |